# كشافة فان سورينام
كشافة فان سورينام هي المنظمة الكشفية الوطنية في سورينام. الكشافة في سورينام بدأت رسميا في عام 1924 وأصبحت عضوا في المنظمة العالمية للحركة الكشفية في عام 1968. الجمعية شاركت بالعديد من الأنشطة التعليمية وبلغ عدد أعضاء الجمعية 2601 عضوا (اعتبارا من 2004).

## روابط خارجية
- تاريخ كشافة فان سورينام (بالهولندية)